# Julius Stern
Julius Stern (Breslau, 8 de agosto de 1820-Berlín, 27 de febrero de 1883) fue un músico, pedagogo y compositor alemán, especialmente recordado por haber puesto su nombre a la escuela de música conservatorio Stern, fundado en Berlín en 1850.
Dicho conservatorio lo fundó junto con los músicos Theodor Kullak y Adolf Bernhard Marx, pero como ambos abandonaron el proyecto en 1855 y 1856 respectivamente, la escuela pasó a tener el nombre de Stern.

## Biografía
Nació en Breslau (Alemania), donde comenzó estudios de violín con Peter Lüstner, y pronto empezó a dar recitales. A los nueve años sus padres se mudaron a Berlín, donde recibió clases de Ludwig Wilhelm Maurer.